# Posey County
Posey County is een county in de Amerikaanse staat Indiana.
De county heeft een landoppervlakte van 1.058 km² en telt 27.061 inwoners (volkstelling 2000). De hoofdplaats is Mount Vernon.

## Bevolkingsontwikkeling

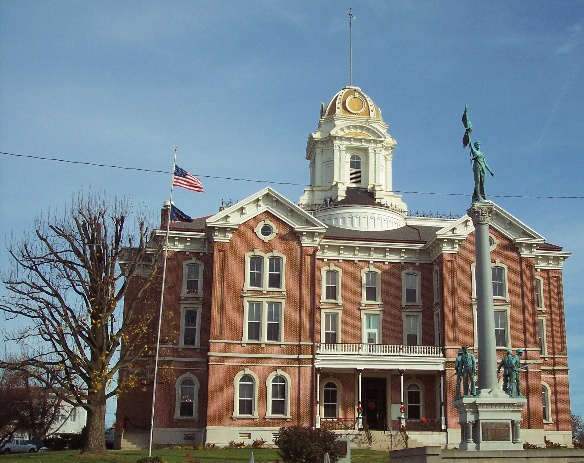
Posey County Courthouse